# Ajka (delregion)

Ajka (ungerska: Ajkai kistérség) var en delregion i provinsen Veszprém i regionen Mellersta Transdanubien i Ungern. Huvudorten i delregionen var Ajka.

## Orter
| Adorjánháza  | Ajka           | Apácatorna     | Bakonypölöske | Borszörcsök |
| Csehbánya    | Csögle         | Dabrony        | Devecser      | Doba        |
| Döbrönte     | Egeralja       | Farkasgyepű    | Ganna         | Halimba     |
| Iszkáz       | Kamond         | Karakószörcsök | Kerta         | Kisberzseny |
| Kiscsősz     | Kislőd         | Kispirit       | Kisszőlős     | Kolontár    |
| Magyarpolány | Nagyalásony    | Nagypirit      | Németbánya    | Noszlop     |
| Nyirád       | Oroszi         | Öcs            | Pusztamiske   | Somlójenő   |
| Somlószőlős  | Somlóvásárhely | Somlóvecse     | Szőc          | Tüskevár    |
| Úrkút        | Városlőd       | Vid            |               |             |